# Canirallus
A  Canirallus a madarak osztályának darualakúak (Gruiformes) rendjébe és a  guvatfélék (Rallidae) családjába tartozó nem. Egyes szervezetek a Sarothruridae családjába sorolják a nemet.

## Rendszerezésük
A nemet Charles Lucien Jules Laurent Bonaparte írta le 1856-ban, az alábbi fajok tartoznak ide:
- pápaszemes guvat (Canirallus oculeus)[2][1]
- madagaszkári erdeiguvat (Canirallus kioloides)[2][1]
- Canirallus beankaensis[2]